# Anarchic System (album)
 (septembre 2008).
Si vous disposez d'ouvrages ou d'articles de référence ou si vous connaissez des sites web de qualité traitant du thème abordé ici, merci de compléter l'article en donnant les références utiles à sa vérifiabilité et en les liant à la section « Notes et références ».
Albums de Anarchic System
Generation
(1975)
Anarchic System est une compilation du groupe Anarchic System.
Cette édition appartient à une série promotionnelle de Impact Distribution, qui figuraient des artistes bien connus et des jeunes talents, tous du catalogue AZ. Au moins douze albums partagent un graphisme identique de la pochette, avec une photo en couverture, encadrée d'un dégradé coloré (variable).

## Liste des pistes
| 1. | I Made up my Mind to Make Love | C. Gordanne, I Wira            | 3:05 |
| 2. | Winter Regal                   | P. de Senneville, O. Toussaint | 2:36 |
| 3. | Marjory so Tenderly            | C. Gordanne, I Wira            | 3:02 |
| 4. | Charmer Rock                   | C. Gordanne, I Wira            | 2:08 |
| 5. | Mini                           | C. Gordanne, I Wira            | 2:47 |
| 6. | Carmen Brasilia                | Georges Bizet                  | 2:13 |

| 1. | Cherie Sha la la  | Van Loo, C. Gordanne, I Wira         | 2:51 |
| 2. | Suspense          | P. de Senneville, O. Toussaint       | 2:20 |
| 3. | Good Morning Love | C. Gordanne, I Wira                  | 1:54 |
| 4. | Popcorn           | Gershon Kingsley                     | 3:30 |
| 5. | Barbara           | C. Gordanne, I Wira                  | 2:48 |
| 6. | Royal Summer      | C. Gordanne, I Wira, Michaele, Ibach | 2:43 |

## Personnel
- Face A, arrangement par C. Gordanne, excepté A6 par I. Wira and C. Gordanne.
- Face A, sixième titre et face B, second titre dirigé par Hervé Roy.
- Face B, troisième titre arrangé par C. Gordanne.

## Distribution
en France : Delphine pour AZ Records, Distribution Impact index catalog 6886 611. 